# マサダ索道
マサダ索道（ヘブライ語: רכבל מצדה、英: Masada cableway）は、イスラエル国南部地区マサダの古代要塞にある索道（ロープウェイ）である。
要塞の麓にある駅が海抜下257メートルであり、要塞の頂上にある駅が海抜33メートルであることにより、世界で最も低いロープウェイとなっている。
岩山の上にあるマサダ砦跡に観光客を運搬するために、スイスのカール・ブラーンドル (Karl Brändle) 社によって1971年に建造された。交走式で、1本の支柱で全長900メートルおよび高度差290メートルの路線を運行している。
1998年にフォン・ロール (Von Roll) 製に置き換えられており、置き換えによって支柱が撤去された。

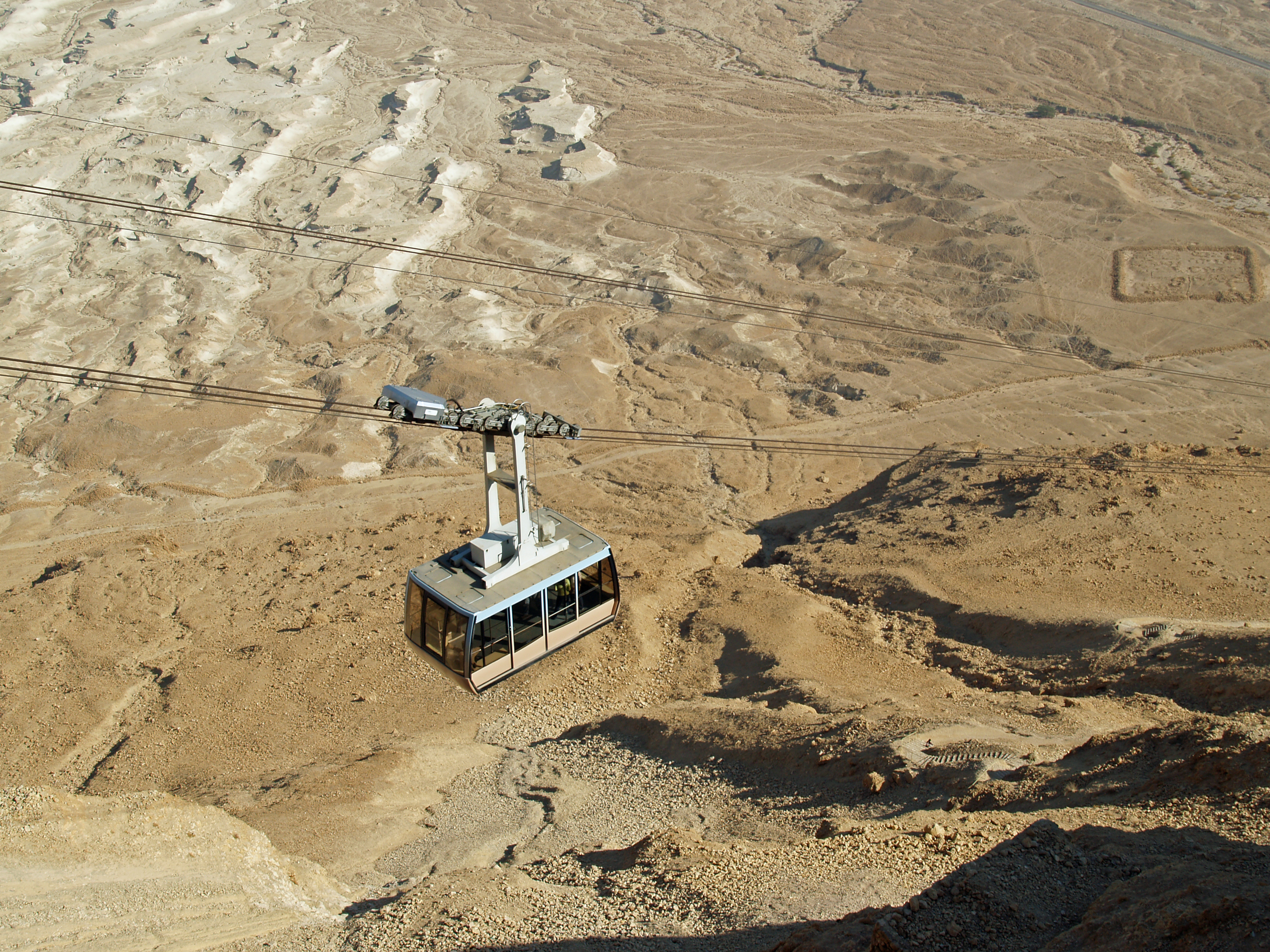
搬器
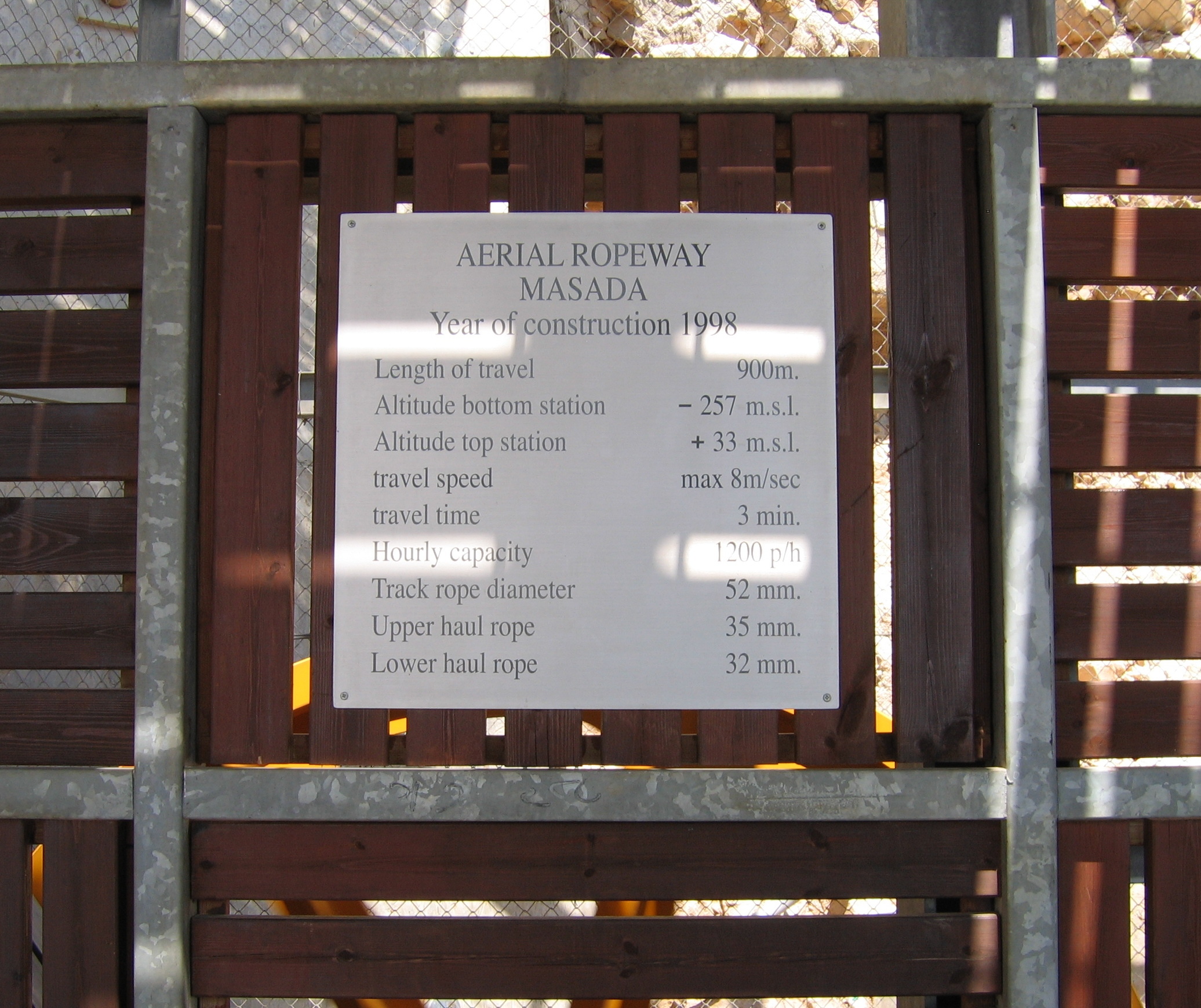
頂上にある銘板